# Divizia 10 Infanterie (1916-1918)
Divizia 10 Infanterie a fost o mare unitate de nivel tactic care s-a constituit la 27 august 1916, prin mobilizarea unităților sale existente la pace. Divizia  a făcut parte din rezerva generală strategică aflată la dispoziția Marelui Cartier General. La intrarea în război, Divizia 10 Infanterie a fost comandată de generalul de brigadă Arthur Văitoianu. Divizia a participat la acțiunile militare pe frontul românesc, pe toată perioada războiului, între 27 august 1916 - 11 noiembrie 1918. 

## Ordinea de bătaie la mobilizare

### Campania anului 1916
La declararea mobilizării, la 27 august 1916, Divizia 10 Infanterie a făcut parte din compunerea de luptă a Corpului V Armată, alături de Divizia 15 Infanterie. Corpul V Armată era comandat de generalul de divizie Gheorghe Georgescu, constituind rezerva generală strategică aflată la dispoziția Marelui Cartier General.
Ordinea de bătaie a diviziei era următoarea:

- Divizia 10 Infanterie

- Regimentul 10 Vânători
- Brigada 19 Infanterie

- Regimentul V Ialomița No. 23
- Regimentul Petru Rareș No. 39

- Brigada 20 Infanterie

- Regimentul Tulcea No. 33
- Regimentul Neagoe Basarab No. 38

- Brigada 40 Infanterie

- Regimentul 73 Infanterie
- Regimentul 78 Infanterie

- Brigada 10 Artilerie

- Regimentul 3 Artilerie
- Regimentul 20 Artilerie

## Reorganizări pe perioada războiului
În prima jumătate a anului 1917, Divizia 10 Infanterie s-a reorganizat în spatele frontului. Divizia a fost inclusă în compunerea de luptă a Corpului V Armată, alături de Divizia 9 Infanterie și Divizia 15 Infanterie. Corpul V Armată era comandat de generalul de brigadă Ioan Istrate, eșalonul ierarhic superior fiind Armata 1.
Ordinea de bătaie a diviziei era următoarea::p. 191>

- Divizia 10 Infanterie

- Regimentul 9 Vânători
- Brigada 19 Infanterie

- Regimentul 23 Infanterie
- Regimentul 39 Infanterie

- Brigada 20 Infanterie

- Regimentul 33 Infanterie
- Regimentul 38 Infanterie

- Brigada 10 Artilerie

- Regimentul 3 Artilerie
- Regimentul 20 Obuziere

- Compania divizionară de mitraliere
- Divizionul de cavalerie
- Batalionul 10 Pionieri

## Comandanți
Pe perioada desfășurării Primului Război Mondial, Divizia 10 Infanterie a avut următorii comandanți:
| Gradul             | Numele                    | Perioada                              | Imagine |
| ------------------ | ------------------------- | ------------------------------------- | ------- |
| General de brigadă | Arthur Văitoianu          | 15 august 1916 - 16 octombrie 1916    |         |
| General de brigadă | Emanoil Manolescu Mladian | 16 octombrie 1916 - 25 octombrie 1916 |         |
| Colonel            | Ioan Ghinescu             | 25 octombrie 1916 - 3 noiembrie 1916  |         |
| General de brigadă | Constantin Costescu       | 3 noiembrie 1916 - 23 noiembrie 1916  |         |
| Colonel            | Henri Cihoski             | 1 ianuarie 1917 - 13 decembrie 1918   |         |
| General de brigadă | Constantin Șerbescu       | 13 decembrie 1918 - 11 ianuarie 1919  |         |
| General de brigadă | Ioan Ghinescu             | 11 ianuarie 1919 - 1 mai 1920         |         |